# Nela Hasanbegović
Nela Hasanbegović (Sarajevo, 21. siječnja 1984.) bosanskohercegovačka je kiparica. Završila je Srednju školu primijenjenih umjetnosti na Odsjeku kiparstvo, u klasi profesora Stijepe Gavrića, u Sarajevu 2002. godine. Diplomirala je na Akademiji likovnih umjetnosti u Sarajevu 2007. godine, na Odsjeku kiparstvo u klasi profesora Mustafe Skopljaka. Članica je Udruženja likovnih umjetnika Bosne i Hercegovine od 2007 godine. Od 2011. godine članica je Udruženja za kulturu i umjetnost Crvena. Godine 2012. izabrana je za asistenta na Akademiji likovnih umjetnosti u Sarajevu.
Izlagala je na velikom broju samostalnih i kolektivnih izložbi. Godine 2005. proglašena je za najboljeg studenta na odsjeku za kiparstvo, Akademija likovnih umjetnosti, Sarajevo.
Živi i radi u Sarajevu.

## Djela
- Između svjetla i tame
- Stubovi

## Nagrade
- 2007. – Nagrada Kenan Solaković za skulpturu Salon mladih, Sarajevo
- 2008. – Privatno i javno, Široki Brijeg,
- 2011. – Nagrada za eksperimentalni crtež, Annale crteža, Mostar, BiH.
- 2012. – Nagrada za suvremene medije Collegium Artisticum
- 2013. – Nagrada za nove medije ULUBIH-a – za svjetlosnu instalaciju Između svjetla i tame

## Vanjske poveznice
- Službena web-stranica
- ALU – Nela Hasanbegović